# Aardlus

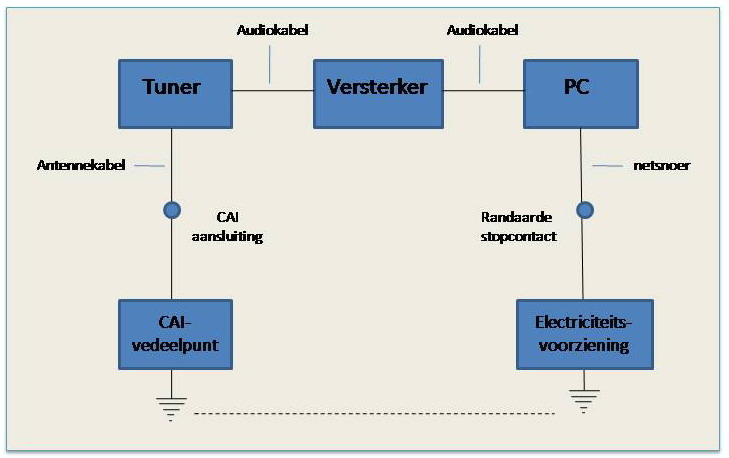
Voorbeeld van aardlus

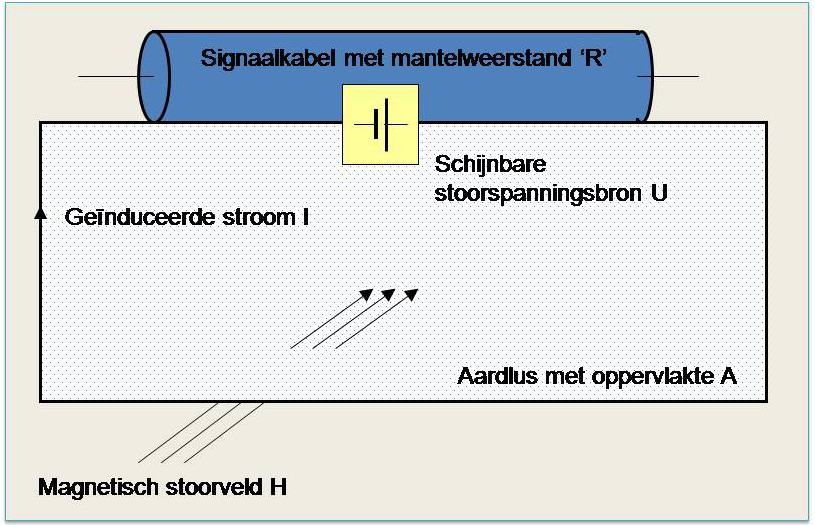
Aardlus met magnetische veldijnen; Hoe groter het oppervlak, hoe meer veldlijnen, hoe groter de geïnduceerde spanning, en hoe meer brom.

Een aardlus is een probleem in elektrotechnische installaties waarbij een magnetisch veld of elektrische stroom onbedoeld een elektrische spanning induceert in een gesloten elektrisch circuit.
Een aardlus is een mogelijke (en veelvoorkomende) oorzaak van bromproblemen bij audio, strepen in beeld bij video of storingen in gegevensoverdracht. Niet alle bromproblemen zijn overigens terug te voeren op een aardlus.

## Voorbeeld
Een HiFi-installatie bestaat uit verschillende componenten; een cd-speler, een tuner en misschien nog andere apparaten. Op enig moment wordt er om mp3's af te kunnen spelen ook een computer aan toegevoegd, maar nu blijkt er opeens een hinderlijke brom te ontstaan die er niet was toen de apparaten nog los van elkaar gebruikt werden. Blijkbaar is er een aardlus ontstaan.
Beschrijving van de cirkel; beginnend bij de aarde van de stekker in het stopcontact van de computer, via het netsnoer van de computer naar het frame van de computer en de geluidskaart die daar in opgenomen is. Van de geluidskaart langs een afgeschermde audiokabel naar de versterker. Daar gaat een tweede audiokabel naar de radio. De versterker en de radio zijn waarschijnlijk dubbel geïsoleerd, dus niet op aarde aangesloten, maar vanuit de radio blijkt het aardluspad verder te lopen naar de antennekabel, de CAI-aansluiting en uiteindelijk helemaal naar het wijkverdeelpunt. Via de aardverbinding terug bij de aarde van de computer, waarmee de cirkel rond is. Dat er in dit voorbeeld sprake is van een aardverbinding doet niet ter zake, wel dat er een cirkel gevormd wordt van enkele tientallen meters en de signaalleidingen daar deel van uitmaken.
In en om het huis bestaan relatief sterke elektromagnetische velden. Deze zijn bij de aardlus steevast de boosdoener.
De aardlus die door de keten van apparaten ontstaat is op te vatten als een grote spoel met een enkele winding. Wanneer de veldlijnen van het magnetische stoorveld de cirkel doorkruisen, zal er als gevolg van magnetische inductie een stroom in opgewekt worden. In de praktijk zal deze stroom enkele tientallen tot honderden milliampères kunnen aannemen. Dat zou op zichzelf nog geen probleem zijn, maar dat wordt het wel als in beschouwing wordt genomen dat de ohmse weerstand van de buitenmantel van de audiokabel nooit gelijk aan nul zal zijn. Een waarde van enkele tientallen milliohms is gebruikelijk. Hierdoor ontstaat tussen het begin en het einde van de audiokabel een potentiaalverschil (spanning) over de buitenmantel. Die spanning kan in serie gedacht worden met het gewenste signaal waardoor het audiosignaal wat bij de versterker aankomt een optelsom is van het signaal van de radio of computer plus het magnetische stoorveld dat in de kabels in een spanning is omgezet.
Een rekenvoorbeeld met gangbare waarden:
{\displaystyle U_{\text{ns}}=I_{\text{ind}}\cdot R=0{,}1\cdot 0{,}05=5\,{\text{mV}}}
{\displaystyle a=20\cdot \log {\frac {U_{\text{sig}}}{U_{\text{ns}}}}=20\cdot \log {\frac {100}{5}}=-26\,{\text{dB}}}
Daarin is
- {\displaystyle U_{\text{ns}}} de geïnduceerde spanning in volt
- {\displaystyle I_{\text{ind}}} de Inductiestroom (100 mA @ f = 50 Hz)
- {\displaystyle R} de weerstand van de afscherming (ca. 50 mΩ )
- {\displaystyle a} de verhouding tussen gewenst en ongewenst signaal in dB
- {\displaystyle U_{\text{sig}}} nominaal audioniveau: (ca. 100 mV)

Hoewel het om millivolts gaat, is het al lang niet meer verwaarloosbaar: −26 dB geeft een stevige brom.

## Beperken
Als de oorzaak bekend is, is de oplossing simpel:
1. Zorg dat er geen kringloop ontstaat.
  1. Dit kan bijvoorbeeld door een transformator in het circuit op te nemen. Dat hoeft niet per se in het audiopad. In dit voorbeeld is het veel aantrekkelijker om het in de antennekabel van de radio te doen. Een mantelstroomtransformator (scheidingstransformator) kan in de bestaande coaxkabel aangebracht kan worden. Deze transformator zal hoogfrequente frequenties van de radio doorlaten maar een isolator vormen voor de stoorsignalen van 50 Hz. In het audiopad is de scheiding tussen gewenst en ongewenst minder eenvoudig te maken.
2. Als dat onvermijdelijk is, moet  het oppervlak van de kringloop gereduceerd worden. Niet de omtrek maar de oppervlakte is bepalend voor de hoeveelheid veldlijnen die omvat worden en dus voor de brom.
  1. Dit kan vaak door kabels te bundelen maar ook door op de juiste plaats doorverbindingen te maken. Zo kan een draadje tussen een cv-installatie en het metaal van CAI-aansluiting ervoor zorgen dat de cirkel overgaat in acht-vorm en de meeste inductiestroom buiten de signaalkabels omgeleid wordt.
3. Zorg dat de stroom in de kringloop niet resulteert in spanning door de weerstanden binnen het audiopad zo laag mogelijk te houden (en erbuiten zo hoog mogelijk)
  1. Een stroom hoeft nog geen spanning te veroorzaken. Daar is weerstand voor nodig. Als de weerstand in de afscherming van de audiokabels laag genoeg blijft zal de storing evenredig minder zijn. Al valt dat in de praktijk niet mee, doordat halvering van de weerstand een afname oplevert van 6 dB in het stoorsignaal, een verschil dat net waarneembaar is. Kies in ieder geval voor korte kabels met een stevig uitgevoerde mantel. Desnoods kunnen  verschillende audiocomponenten onderling met installatiedraad (VD-draad) verbonden worden. (Pas wel op: geen oppervlakte creëren, dus bundelen).

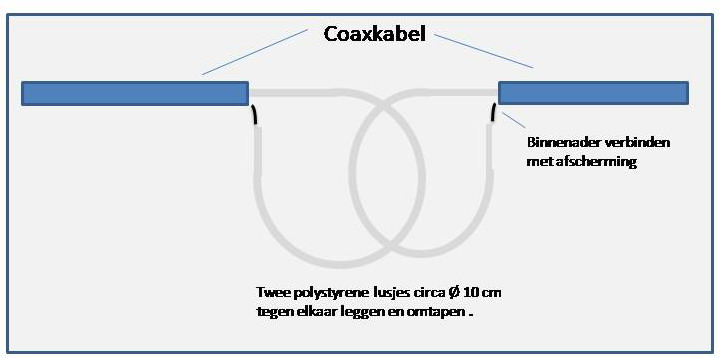
Mantelstroomtransformator

Dit is slechts een voorbeeld van een aardlus. Zelfs binnen één apparaat of enkele print kunnen aardlussen ontstaan. De magnetische stoorbronnen kunnen ook andere zijn dan het lichtnet en vaak zijn ze binnen hetzelfde apparaat te vinden. De oorzaken zijn echter steeds dezelfde: magnetische stoorvelden en laagohmige cirkels waar stromen in geïnduceerd worden. Een centraal aardpunt, stervormige bekabeling (of printlayout), gescheiden aanleg van voedingsleidingen en signaalleiding zijn allemaal maatregelen die oplossing kunnen bieden.
Afschermingen voor magnetische velden werken alleen als de ommanteling een gesloten geheel vormt en er een stroom in kan gaan lopen (kooi van Faraday). De bekende metalen schotjes dienen om het elektrisch veld tegen te houden maar werken - ongeacht het soort metaal - op geen enkele wijze op het magnetisch veld.
Een matig werkende uitzondering op deze regel is het zogeheten mumetaal, een bijzondere legering die in dit verband het best gezien kan worden als een verzameling kortgesloten cirkels aan metaaldeeltjes, waardoor er wervelstromen binnen het materiaal ontstaan en het magnetisch veld gedempt wordt.